# Wênio Moraes Pio
Wênio Moraes Pio (Mineiros, 9 de setembro de 1979) é um ex-futebolista brasileiro que atuava como meio-campista.
Em junho de 2008 assinou um contrato de dois anos com o Vitória Sport Clube, tendo rescindido no início da época 2009/2010 e assinado pelo Leixões Sport Club.

## Títulos
CRB
- Campeonato Alagoano: 2012

FK Baku
- Copa do Azerbaijão de Futebol: 2009–10[4][5]